# Hello (band)
Hello was een Britse glamrockband uit de jaren 1970.

## Bezetting
- Bob Bradbury[4] (zang, gitaar)
- Keith Marshall[5] (gitaar)
- Jeffrey Allen[6] (drums)
- Vic Faulkner[7] (basgitaar)
- Duncan Kenyon[8]

## Geschiedenis
Reeds eind jaren 1960 speelden de tieners Bob Bradbury, Keith Marshall, Jeffrey Allen en Vic Faulkner samen in de band The Age. In 1971 ontmoetten ze David Blaylock, de voormalige roadmanager van The Zombies, die als talentenjager onderweg was voor de muziekuitgeverij Chappell Music. Hij belastte zich met het management van de band en de naam werd veranderd in Hello.
Tijdens een concert in de Rolling Mills Club in Edmonton werd songwriter en gitarist Russ Ballard (ex-Argent) opmerkzaam op de jonge muzikanten. Spoedig daarna begonnen de eerste opnamesessies, waarbij de band vooreerst uitsluitend composities van Ballard opnam, die zich ook met de productie belastte. De eerste song Can't Let You Go werd niet door Hello uitgebracht, maar bezorgde Barry Ryan echter begin 1972 een kleine en laatste hit in het Verenigd Koninkrijk. De eerste bij Bell Records verschenen Hello-single was You Move Me (begin 1972), die echter net als het navolgende nummer C'mon flopte.
Na de eerste commerciële miskleunen begon David Blaylock te zoeken naar ander songmateriaal. In 1973 bood het songwriter-team Chinn & Chapman, die toentertijd al enkele hits hadden afgeleverd met The Sweet en New World, de band de song Dyna-mite aan. De productie was in handen van Mike Leander, die ook bij Bell Records al voor Gary Glitter en later voor The Glitter Band werkte. Hij trok echter de publicatie van de opname ten gunste van het door Hello geschreven nummer Another School Day terug. Terwijl het succes voor het laatstgenoemde weer wegbleef, ontwikkelde Dyna-mite zich eind 1973 tot de eerste grote hit van de glamrockband Mud.
Pas eind 1974 startte Hello een nieuwe poging om een hitsingle te scoren. Deze keer viel de keuze op Tell Him, een jaren 1960-hit van The Exciters, die voorheen al door The Glitter Band werd opgenomen in een glamrock-versie op hun album Hey. Met Tell Him scoorde Hello hun eerste top 10-hit in het Verenigd Koninkrijk en ook in Duitsland plaatste de single zich in de hitlijst. De navolgende single Game's Up (begin 1975), deze keer als origineel van The Glitter Band, kon het succes van Tell Him in Duitsland zelfs nog overtreffen. De meest succesvolle song van Hello is de Russ Ballard-compositie New York Groove, waarmee ze in de herfst van 1975 de top 10 haalden in het Verenigd Koninkrijk, Duitsland en andere Europese landen.
Hello had in Duitsland zeer veel fans, waar de band in totaal negen singles in de hitlijst kon plaatsen, waaronder Star Studded Sham (geschreven door Russ Ballard) en Love Stealer (geschreven door Richard Myhill en Phil Wainman, de producenten van meerdere hitsingles van The Sweet en nu ook Hello). Bij Discothek im WDR, toentertijd de grootste radio-hitparade in Duitsland, waren ze enkele keren te gast en bij de jaar-eindanalyse 1975 de nummer 1 met New York Groove. Bij de televisie traden ze onder andere op bij het programma Disco van presentator Ilja Richter: in december 1975 met New York Groove en in oktober 1976 met Love Stealer als top-act aan het einde. Na het uitbrengen van hun laatste single Feel This Thing (1978) in Duitsland bij Polydor, die het niet haalde in de Duitse hitlijst, werd de band ontbonden.
Gitarist Keith Marshall was in 1981 weer als soloartiest succesvol met Only Crying, nadat hij met Remember Me (1979), Dear John, It's Over en de coverversie van Crimson and Clover zijn eerste waarderingssuccessen had gevierd. In België stond hij met Only Crying in de zomer van 1981 drie weken lang aan de top van de hitlijst. Drummer Jeff Allen, de broer van Ultravox-lid Chris Cross, scoorde met zijn single Good Times (1982) een flop. Van tijd tot tijd treedt Hello in Duitsland op bij oldie-concerten. Het enige oorspronkelijke lid is zanger Bob Bradbury. In juli 2007 verschenen de cd's Keeps Us Off the Streets en Hello Again, elk met acht bonusnummers.

## Discografie

### Singles
Bell Records
- 1972: You Move Me
- 1972: C'mon
- 1973: Dyna-Mite (niet uitgebracht)
- 1973: Another School Day
- 1974: Tell Him
- 1975: Game's Up (vaak als Games Up geschreven)
- 1975: Bend Me, Shape Me
- 1975: New York Groove
- 1976: Star Studded Sham
- 1976: Teenage Revolution (teruggetrokken)
- 1976: Love Stealer

Arista Records
- 1976: Seven Rainy Days
- 1977: Let It Rock
- 1977: Good Old USA
- 1977: Slow Motion

Polydor
- 1978: Hi Ho Silver Lining
- 1979: Feel This Thing

### Albums
- 1975: Keeps Us Off the Streets (Bell Records)
- 1977: Shine on Silver Light – (Japan)
- 1978: Hello Again (Polydor) (Duitsland)